# Deerlycke Folkfestival
Het Deerlycke folkfestival vindt jaarlijks plaats in Deerlijk in Vlaanderen, telkens het derde weekend van Augustus. De eerste editie dateert uit 1998; in 2007 viert men de tiende verjaardag. 
Deerlycke is een festival dat streeft om kleinschalig te blijven en zich richt zich op folkmuziek. 
Bands die op Deerlycke hebben gespeeld zijn onder andere Kadril, Fluxus, Ygdrassil, Ranarim, Värttinä, Urban Trad, Lirio (band) en Omnia (band)

## Ontstaan
1993 Deerlijkse jeugdraad organiseert een Happyfolknight.
1995 De jeugdraad vroeg om het folkgebeuren op te nemen in de eigenprogramatie van de werkgroep d'ieftescheute.
1997 Een zestal mensen uit Deerlijk en Ieper richten de VZW Folkreigers op en organiseerden een eerste zomerfestival in Deerlijk. 
Tot op heden bestaat het folkfestival nog altijd dit gaat telkens door het derde weekend van augustus. 